# Vipperower Keramik

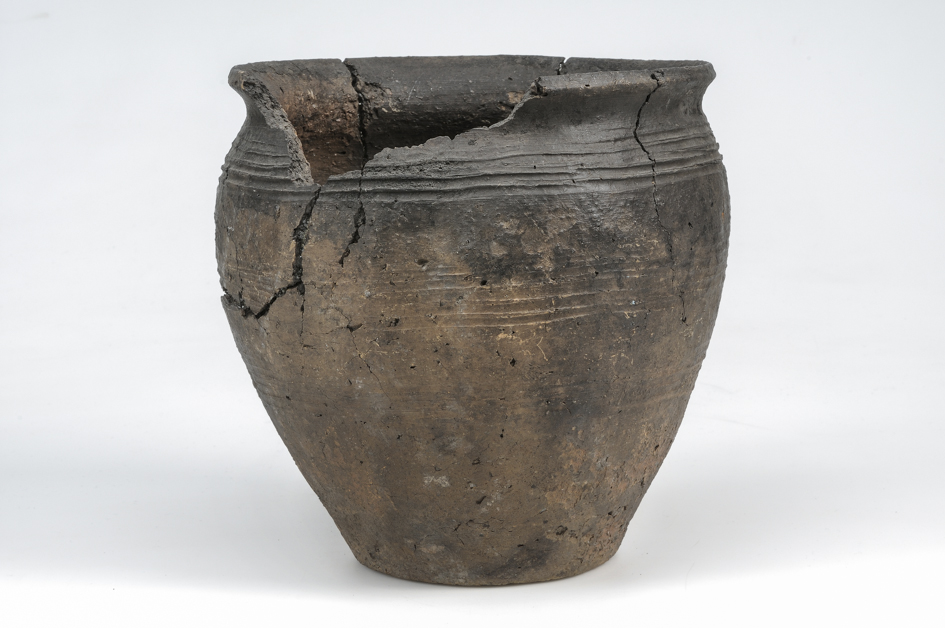
Vipperower Keramik, Björkö

Die Vipperower Keramik ist ein elbslawischer Keramikstil,  der vom 10. bis Ende des 13. Jahrhunderts im heutigen Mecklenburg-Vorpommern und dem östlichen Holstein nahezu flächendeckend verbreitet war. Der von Ewald Schuldt nach Funden im mecklenburgischen  Vipperow benannte Keramiktyp gilt neben der Teterower Gruppe als Leitform der spätslawischen Keramik. 
Die Ware wurde auf der Töpferscheibe gedreht. Es handelte sich um eine grob gemagerte und außen fein geschlämmte, bräunlich-graue Irdenware. Die Gefäße sind meistens flächig mit Gurtfurchen, Kerben und Wellenlinien verziert. Es überwiegen kurz oder weit ausgebogene Randformen. Gegen Ende des 13. Jahrhunderts kommt die Ware nur noch im östlichen Mecklenburg und in Vorpommern vor, wo sie bald darauf in der Technik der westlichen, grauen Irdenware gebrannt wird und dadurch ihre Identität verliert.